# Austin Maestro
 (octobre 2015).
Si vous disposez d'ouvrages ou d'articles de référence ou si vous connaissez des sites web de qualité traitant du thème abordé ici, merci de compléter l'article en donnant les références utiles à sa vérifiabilité et en les liant à la section « Notes et références ».
L'Austin Maestro est une automobile produite de 1982 à 1987 par le groupe britannique British Leyland, d'où elle a été vendue de 1983 à 1988, puis par Rover de 1988 à 1994. Bien que ceux-ci aient été appelés Rover Maestro, le modèle n'a jamais porté le blason Rover. Un modèle sportif a également été commercialisée sous le nom de MG Maestro de 1983 à 1991. Une déclinaison à carrosserie fourgonnette a aussi été commercialisée (Maestro Van) ainsi qu'un modèle tricorps (avec malle de coffre) et break : l'Austin Montego.
La Maestro était produite à 605 000 exemplaires dans l'ancienne usine Morris à Oxford qui appartient maintenant au groupe BMW.

## Historique

### Contexte
British Leyland a été créé en 1975 lorsque la faillite de British Leyland Motor Corporation a été nationalisée. En 1977, Michael Edwardes (en) fut nommé directeur pour régler l'entreprise en difficulté. Une partie du plan d'Edwardes consistait à introduire une toute nouvelle gamme de modèles grand public pour remplacer les offres actuelles, conçues et construites à l'aide d'une technologie de pointe. La nouvelle gamme, finalement retenue, consistait en un nouveau véhicule pour chacun des segments de marché petit, moyen inférieur et moyen supérieur. La première de ces voitures à être lancée était l'Austin Metro en 1980 ; viennent ensuite les Maestro et Montego.

### Conception et développement

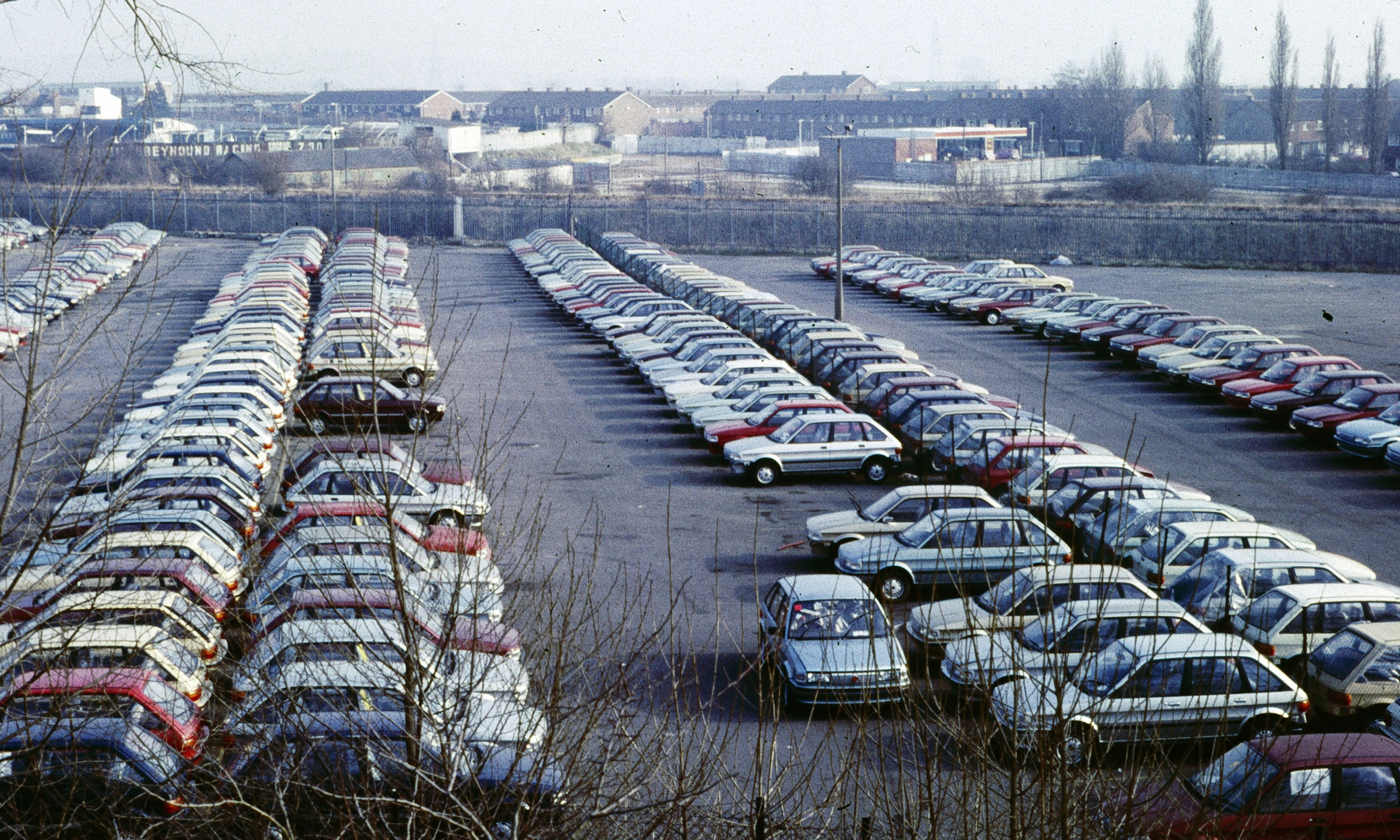
Des Austin Maestro en attente à l'usine d'Oxford en 1985.

Les nouvelles voitures, pour les segments moyens inférieurs (Austin Maestro) et moyens supérieurs (Austin Montego), devaient partager une plate-forme avec diverses niveaux de finition et de style afin de les différencier. Les deux modèles remplaceraient en effet quatre véhicules existants dans la gamme British Leyland : la Maestro remplacerait simultanément l'Austin Allegro et l'Austin Maxi, tandis que la Montego remplaçait l'Austin Ambassador et la Morris Ital. Ces deux derniers étant des liftings des Leyland Princess et Morris Marina. Étant donné que tous, sauf l'Allegro ont été fabriqués dans l'usine d'Oxford, cette rationalisation offrirait les avantages économiques de l'automatisation et de la flexibilité de la production. Cette plate-forme commune a reçu le nom de projet LC10 en utilisant la séquence de projet Leyland Cars (LC8 est devenu l'Austin Metro lors de son lancement en 1980 et LC9 est devenu la Triumph Acclaim lors de son lancement en 1981). Les travaux de conception préliminaires du LC10 ont commencé en 1977 ; la production devant commencer vers 1980 — ce qui l'aurait mise en vente à peu près en même temps que la Ford Escort MK3 et la Vauxhall Astra (Opel Kadett D).
La plate-forme LC10 a été conçu par Ian Beech sous la direction du designer David Bache. Deux principaux types de carrosserie ont été proposés : la première étant une voiture à cinq portes a un hayon de coffre (berline bicorps) et la seconde étant une voiture à quatre portes avec malle arrière (berline tricorps). Niveau motorisation, de gros changements ont lieu par rapport aux précédentes voitures à traction de chez British Leyland : les deux nouvelles voitures se passent du célèbre groupe motopropulseur d'Alec Issigonis qui avait été mis au point dans la Mini et sont munis de moteurs BMC Série-A et BL Série-R. Le système de suspension sophistiquées Hydragas utilisé sur les précédents modèles de British Leyland a été sacrifié pour des raisons financières. Ce sera le système MacPherson qui a été utilisé.
Il a été décidé que la version à hayon à cinq portes serait conçue en premier. Ce projet a reçu sa propre désignation dénommée LM10 et ayant comme dénomination commercial Maestro. Le nom avait été choisis lorsque Metro d'Austin était nommé ; le troisième choix (« Match ») n'ayant jamais été retenu. Le modèle tricorps qui était à suivre a été dénommée LM11 et ayant comme dénomination commercial Montego avec un lancement en avril 1984, à la suite de la décision de British Leyland de cesser la marque Morris. La production de la Maestro a, quant-à-elle, commencée en novembre 1982 et a été officiellement commercialisée le 1er mars 1983.

### Sous la marque Austin (1982-1988)

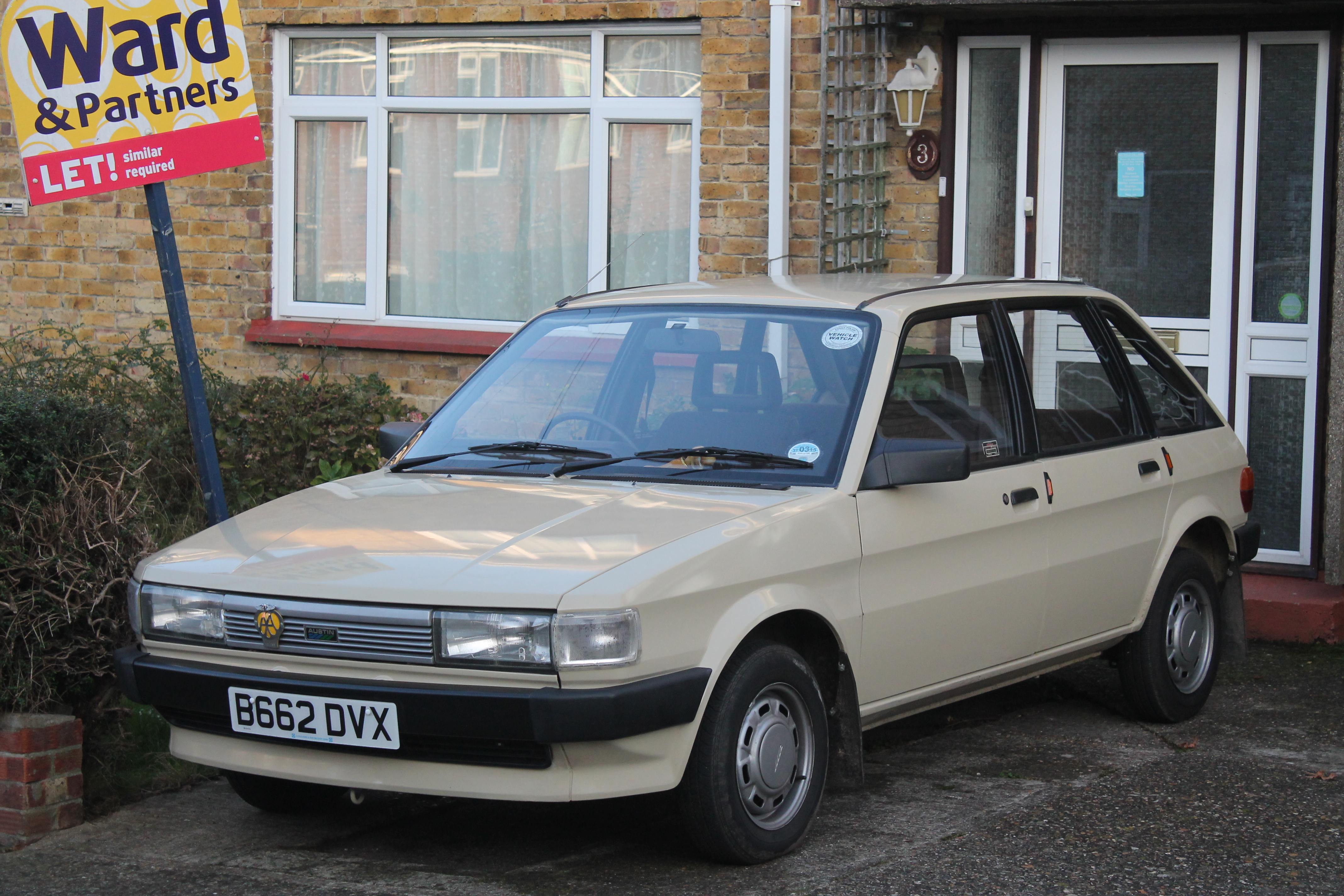
Une Austin Maestro 1.3 L.

La commercialisation de la Maestro a été lancé en mars 1983. La gamme d'origine se composait des modèles de base L et moyenne gamme HLE ayant un moteur d'une cylindrée de 1,3 litre. En option, la motorisation de 1,6 litre avec les modèles L, HLS, Vanden Plas et la sportive MG Maestro. Le modèle HLE a reçu la boîte de vitesses à trois rapports "monstrueusement longue" de Volkswagen pour maximiser l'économie de carburant, au prix d'une perte de performance sévère. Pour améliorer encore le jeu économique de la HLE, elle était équipée d'un économètre et des mêmes ailettes en caoutchouc noir le long des côtés du pare-brise arrière que la MG Maestro. Le modèle de base a renoncé aux pare-chocs en plastique des autres versions, étant plutôt équipés d'unités en acier peintes en noir. Les pare-chocs en plastique étaient les premiers du genre, étant fabriqués à partir de polytéréphtalate de butylène, leur permettant d'être peints puis durcis au four à la même température élevée que la carrosserie en acier de la voiture. Les 1.6 HLS et Vanden Plas ont reçu une boîte de vitesses à quatre rapports (en option à cinq rapports avec le dernier particulièrement long), tandis que la boîte à cinq rapports plus court de la MG est dérivée de celle de la Golf GTi. Un ordinateur de bord avec synthétiseur vocal était de série sur les modèles MG et Vanden Plas. Cette dernière bénéficiant également de vitres teintées en bronze, de serrures électriques et de vitres électriques pour les portes avant.
La voiture a été un succès raisonnable au Royaume-Uni, mais pas autant que British Leyland l'avait espéré. C'était la sixième voiture la plus vendue en Grande-Bretagne en 1983 et 1984, avec plus de 80 000 ventes au cours de sa deuxième année. Après les années "boom" de 1986 et 1987, les ventes de la Maestro ont décliné. Une réputation précoce de mauvaise qualité de construction et de manque de fiabilité n'a pas aidé. Les plus gros problèmes concernaient le moteur 1,6 litre BL Série-R, qui était un moteur BL Série-E modifié à la hâte de l'Austin Maxi car le moteur de la BL Série-S normalement prévu n'était pas encore prête pour la production. Les moteurs de la Série-R ont souffert de problèmes de démarrage à chaud et d'une défaillance prématurée du vilebrequin. Cela était particulièrement évident dans la MG Maestro 1600, qui a été incluse dans la gamme de modèles d'origine de 1983 mais abandonnée l'année suivante.
Le nouveau moteur de la Série-S est finalement apparu en juillet 1984 et a été installé sur toutes les Maestro 1,6 litre existants. Le nouveau moteur de la Série-S est également équipé d'un allumage électronique. Dans le même temps, quelques améliorations mineures de l'équipement ont été apportées à travers la gamme. Le modèle de base, possédant le moteur de 1,3 litre de cylindrée, a gagné des appuie-tête, un rétroviseur côté passager et une radio. Le 1,3 litre HLE, le 1,6 litre automatique et le 1,6 HLS ont tous gagné un lecteur radio-cassette.

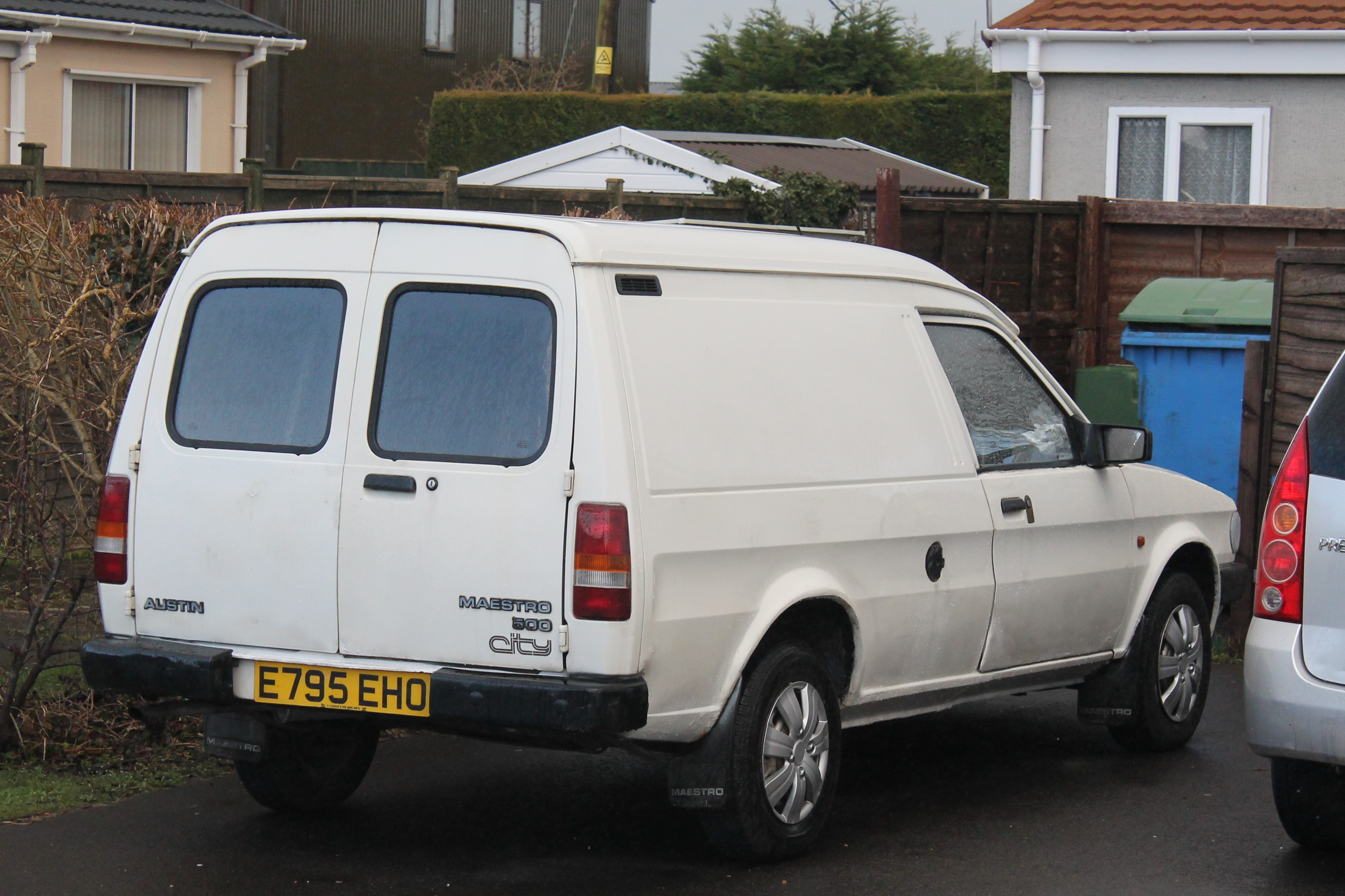
Une Austin Maestro Van 500 City (fourgonnette).

En octobre 1984, il y avait plus de mises à niveau d'équipement faites à travers la gamme. Les modèles de base 1.3 ont gagné des sièges avant inclinables, des vides-poches dans les portes, des bouchons de remplissage de carburant verrouillables et des horloges. Les modèles L ont gagné des garnitures de porte en tissu, un rembourrage amélioré et des rétroviseurs latéraux du côté conducteur réglables à distance ; le 1.6 L a été équipé d'une boîte de vitesses à cinq rapports. Les 1.3 HLE ont obtenu des boîtes de vitesses « 4+E » à cinq rapports avec des rapports de cinquième vitesse surmultipliés, des moulures latérales, un revêtement en tissu tweed et des rétroviseurs latéraux pour passagers réglables à distance. Les versions HLS et 1.6 à boîte automatique ont gagné des vitres teintées, un verrouillage centralisé, des vitres avant électriques, un revêtement en velours et des lecteurs radio-cassettes améliorés. La MG Maestro a obtenu un moteur BL Série-O de 2 litres de 115 ch à injection électronique, une suspension renforcée, des freins à disque ventilés à l'avant, des éléments de carrosseries extérieures de couleur assortie, des vitres teintées, un verrouillage centralisé et un volants gainés de cuir. La nouvelle MG Maestro offrait des performances et un raffinement bien meilleurs que son prédécesseur. Toujours en octobre 1984, la gamme Maestro existante a été rejointe par les 1.3 HL et 1.6 HL. Ces modèles s'intercalent entre les modèles L et HLE.
En août 1985 a vu l'arrivée de la 1.3 City et de la 1.3 City X. La 1.3 City était similaire au modèle de base 1.3 précédent. La 1.3 City X a ajouté une moquette complète, un revêtement en tissu, des appuie-tête, une tablette arrière, une radio et un starter à commande manuelle. Ces modèles se sont également passés des pare-chocs en plastique, avec des pare-chocs en acier plus conventionnels avec des embouts en plastique.
Le tableau de bord d'origine était composé de plusieurs pièces et avait la réputation d'être fragile et sujet aux grincements et aux cliquetis. Ainsi, en février 1986, il a été remplacé par le tableau de bord plus conventionnel de la Montego et l'unité de synthèse vocale (sujettes à des problèmes de fiabilité) a été abandonnée. Dans le même temps, d'autres améliorations mineures de l'équipement ont été apportées à l'ensemble de la gamme. La City X a gagné des vides-poches dans les portes et un essuie-glace arrière. Les L et LE ont gagné en garniture en tweed. Les garnitures en velours des HL et automatiques ont été acquises et les travaux de finition supplémentaires. Le Vanden Plas a gagné des garnitures en cuir et un système stéréo électronique amélioré.
British Leyland a été vendu à British Aerospace en 1988, lorsque la marque Austin a été stoppée. La gamme a été soutenue par la version diesel à moteur Perkins à injection directe, bruyante mais économique, à aspiration naturelle lancée l'année précédente. Cependant, sans turbo, ce modèle était plutôt lent. Le diesel était déjà disponible dans la version fourgonnette Maestro depuis 1986.

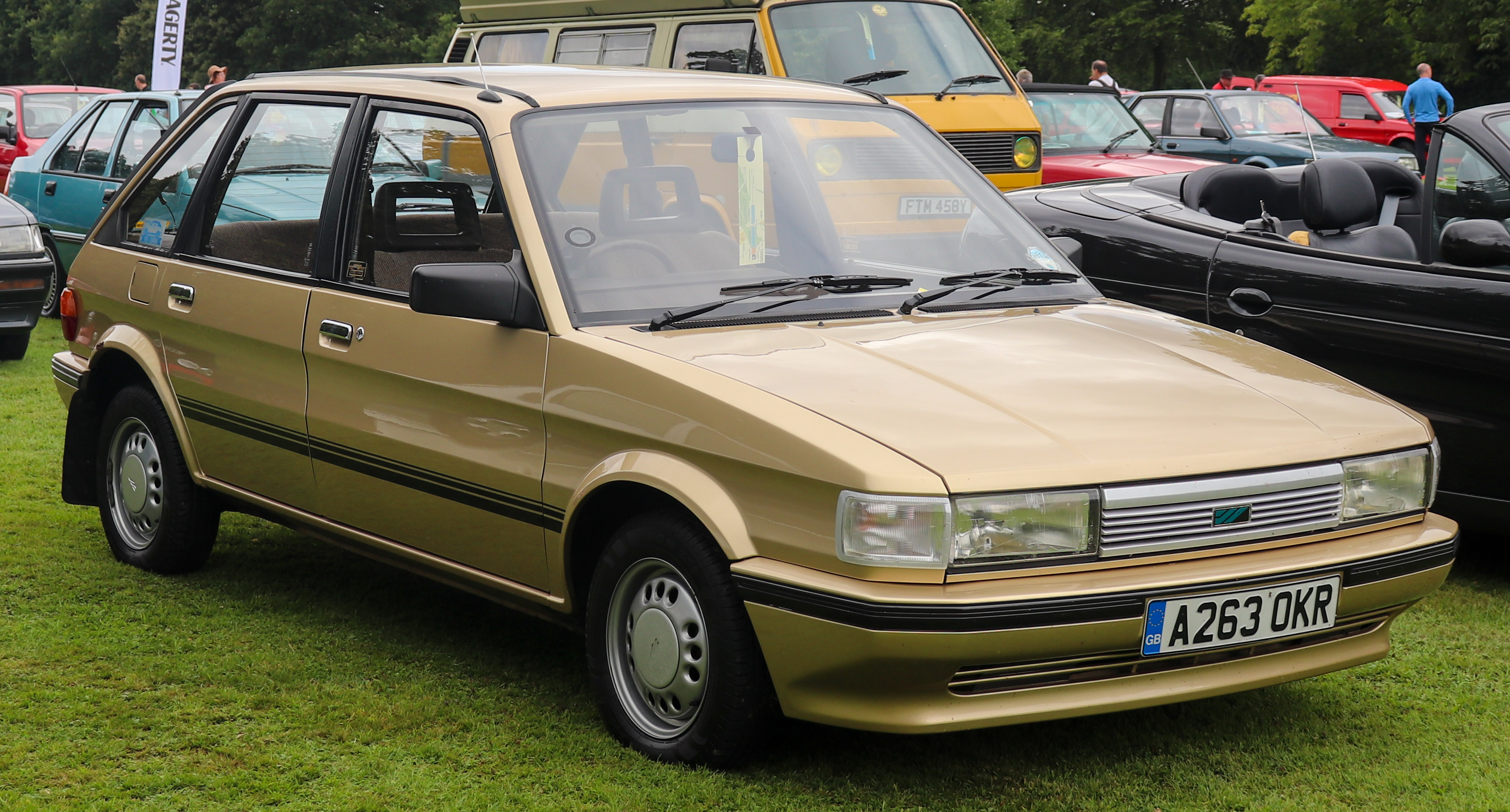
Maestro de 1984 sous la marque Austin.
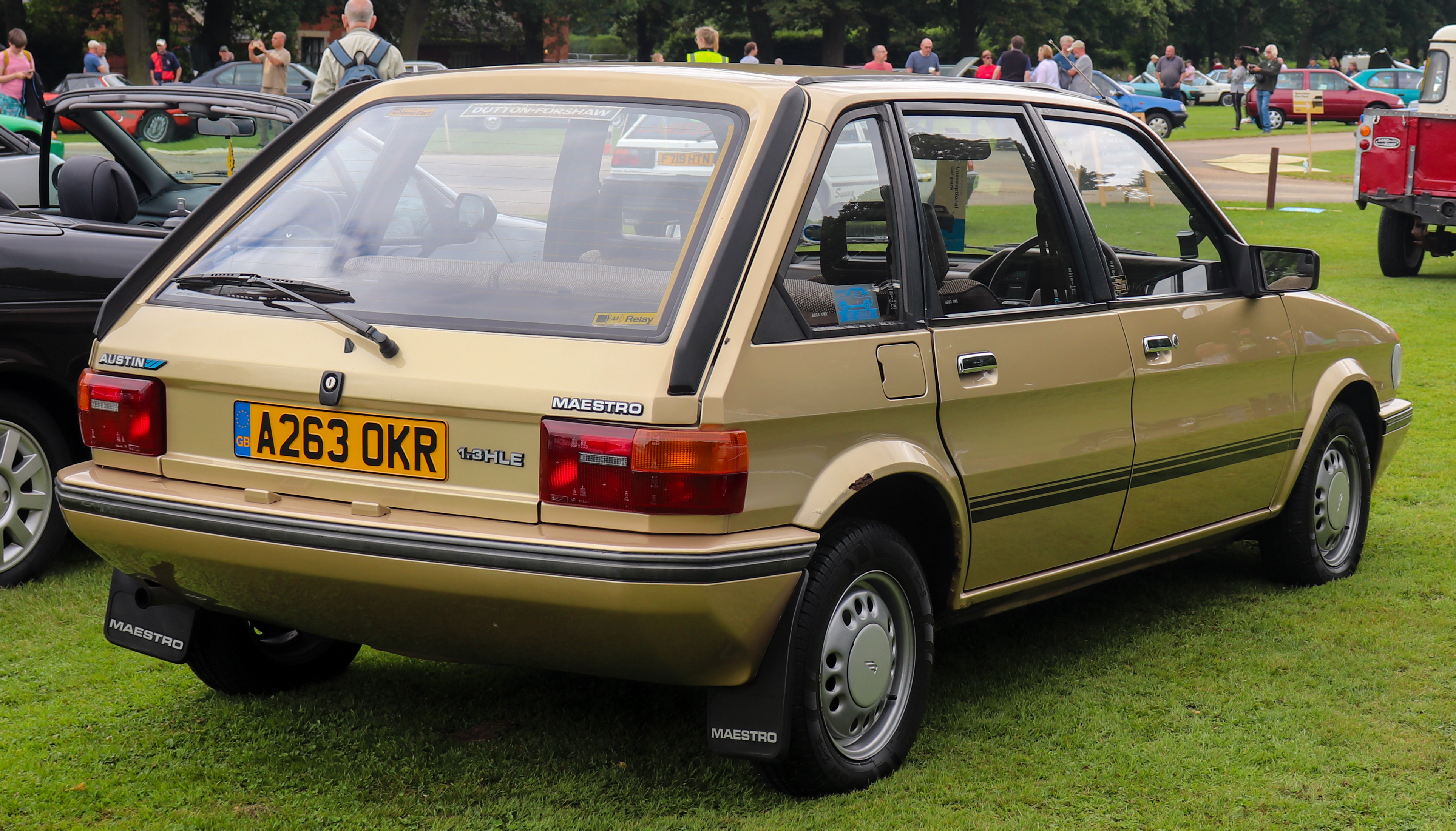
Maestro de 1984 sous la marque Austin.

### Sous le groupe Rover (1988-1994)
À la suite de la vente de British Leyland en 1988, la Maestro demeure maintenant sous le groupe Rover, filiale de British Aerospace. Cependant, la Maestro n'a pas le droit d'intégrer la marque Rover et est alors commercialisée sous le seul nom Maestro comme pour les autres modèles de la gamme Austin (Mini, Metro et Montego).
La MG Maestro Turbo, équipée d'une version turbocompressée du moteur à injection de carburant 2.0 de la MG Maestro EFi, a été dévoilée au salon de l'automobile en octobre 1988 et a été mise en commercialisation à partir du 17 mars 1989. C'était l'une des berlines de production les plus rapides du monde avec une vitesse de pointe de 208 km/h, ce qui la rend plus rapide que la Ford Escort XR3i et la RS Turbo, ainsi que la Volkswagen Golf GTI.

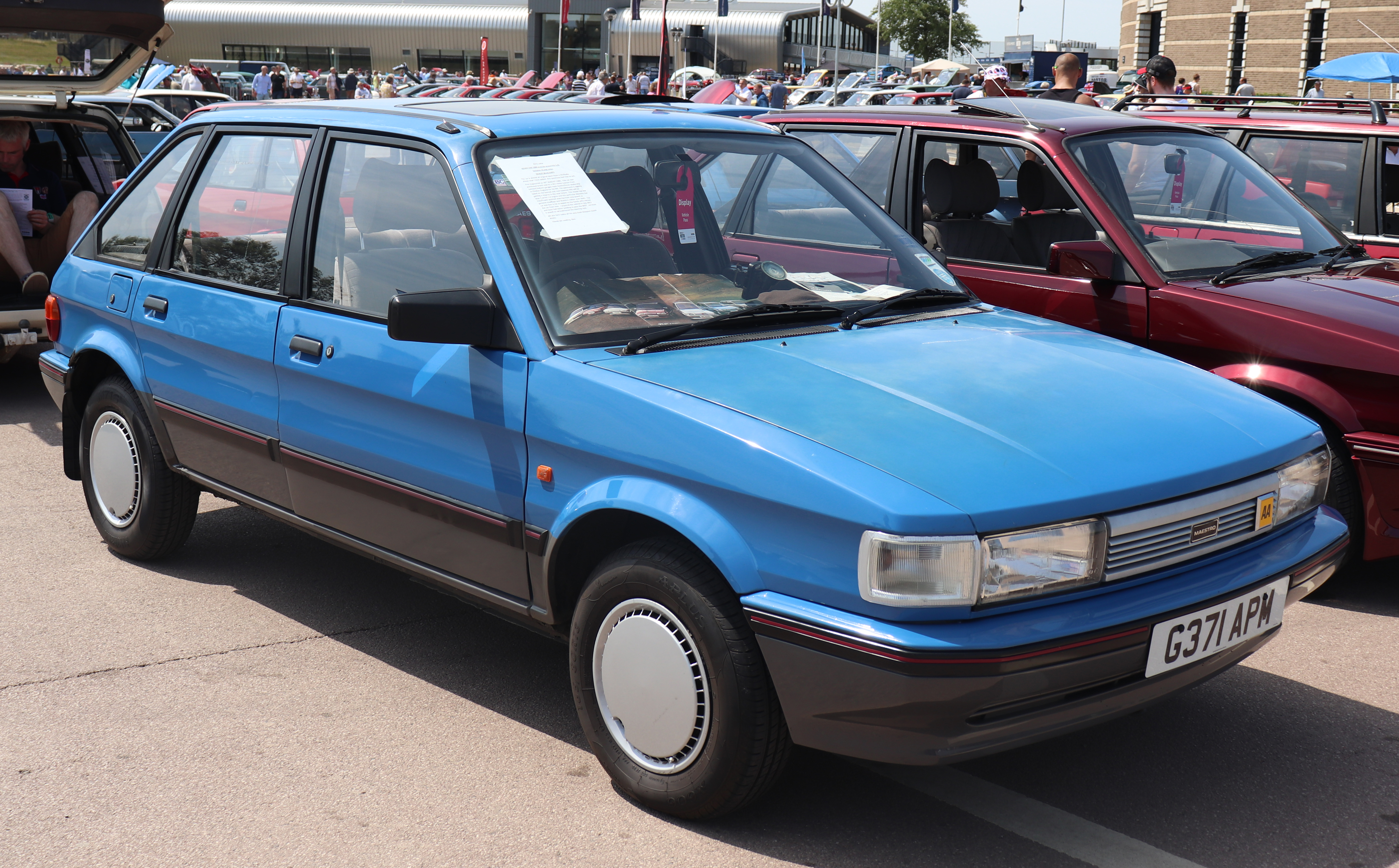
Maestro de 1989 sous le groupe Rover.
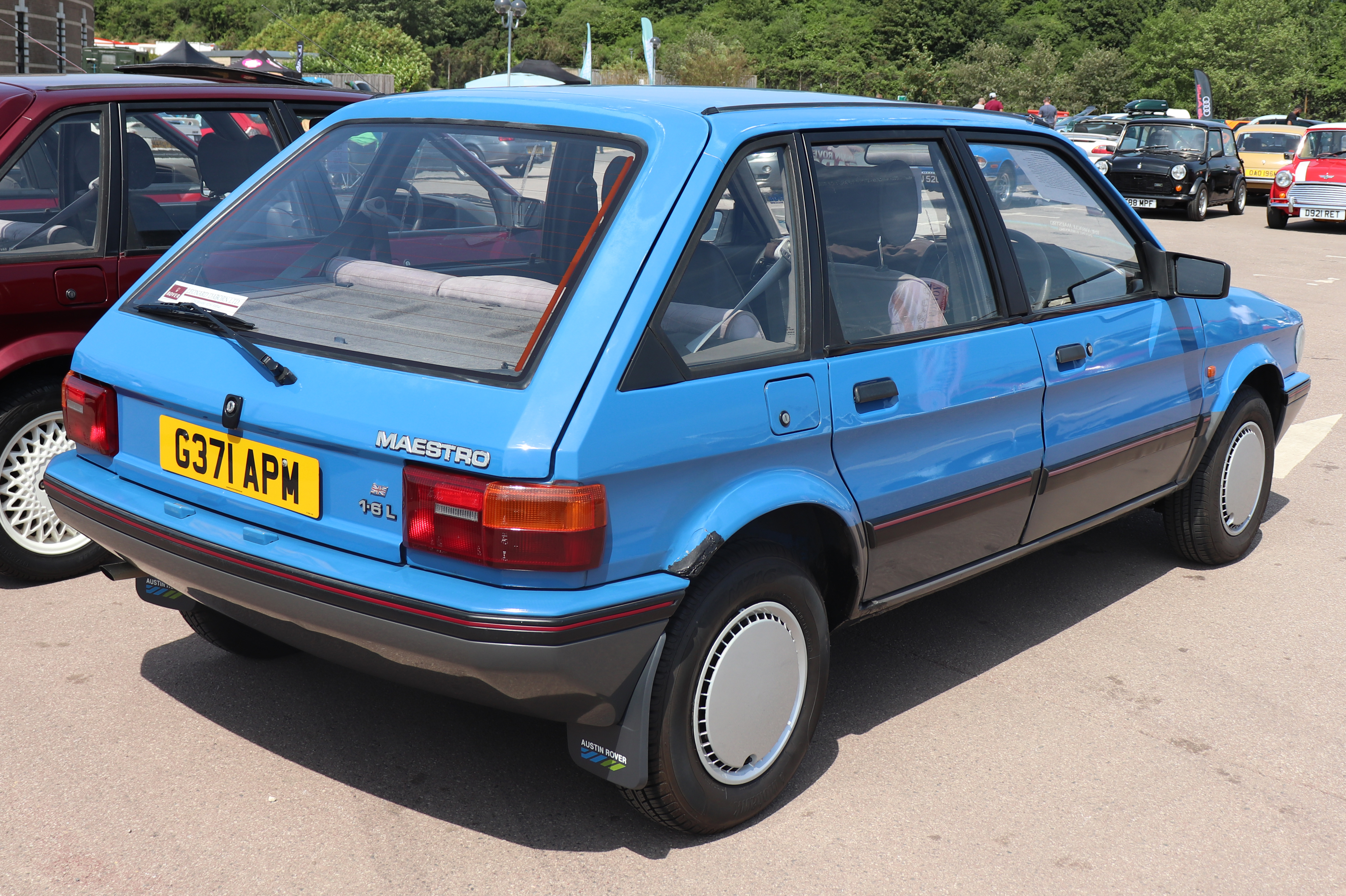
Maestro de 1989 sous le groupe Rover.

### Déclin

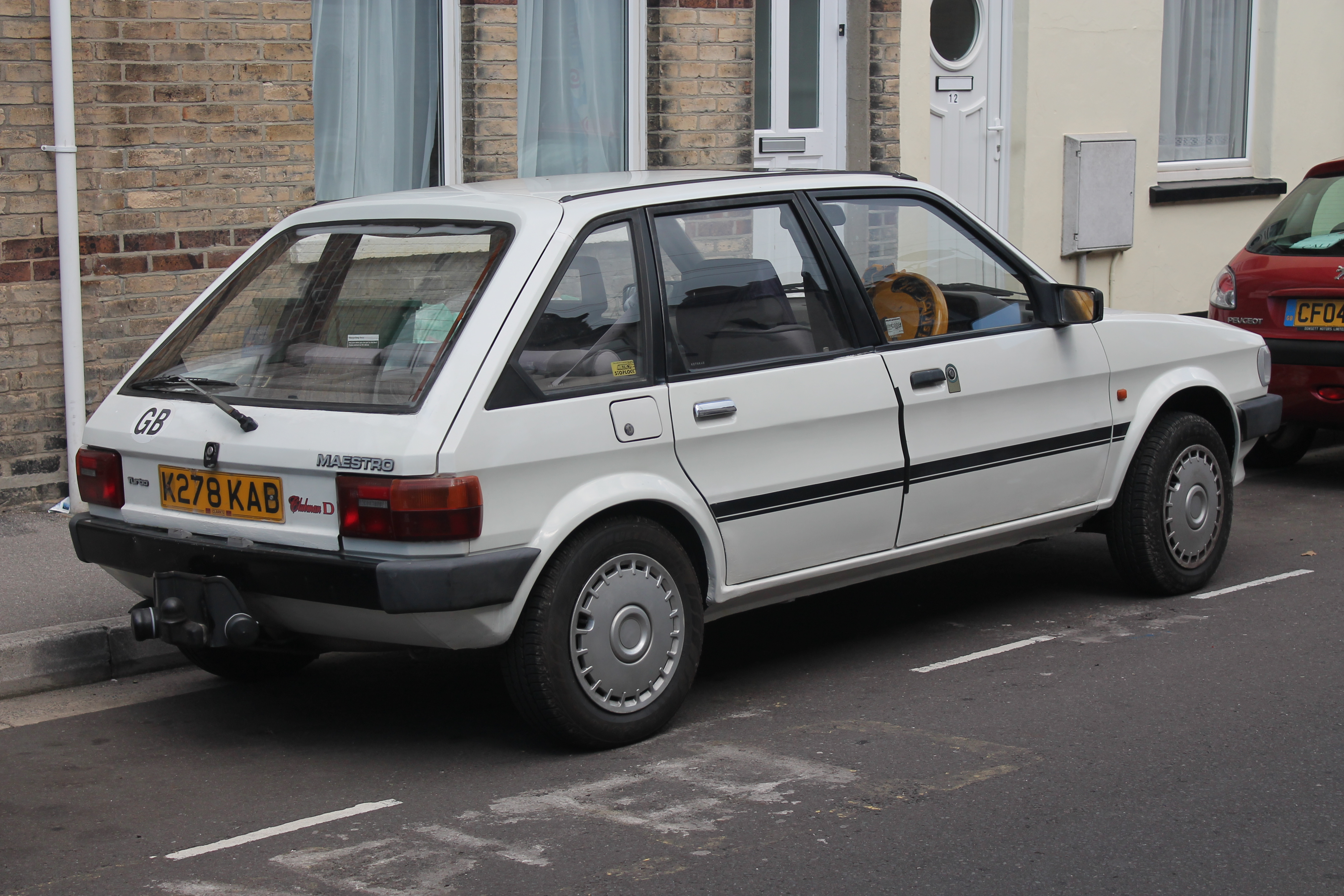
Une Rover Maestro 2.0 turbo diesel Clubman.

Après le lancement de la nouvelle Rover 200 en octobre 1989, la Maestro a été repositionné en tant que modèle d'entrée de gamme économique ; seuls les modèles de spécification de base restaient en production. Elle avait d'ailleurs culminé à plus de 101 000 unités en 1983, et jusqu'en 1989, près de 60 000 exemplaires ont été fabriqués. La plupart des ventes ont eu lieu au Royaume-Uni, où elle a culminé en tant que sixième voiture la plus vendue avec plus de 80 000 ventes en 1984, mais en 1989 les ventes avaient diminué de moitié et elle était la 19e meilleure vente. Les chiffres de production sont tombés à 38 762 pour 1990, plus de la moitié l'année suivante à 18 450. 1991 a également été l'année de la fin de la production des versions portant le badge MG, leur place étant effectivement occupée dans la gamme Rover par des versions plus rapides de la Série 200.
En 1992, la motorisation turbo diesel Rover MDi / Perkins Prima à haut régime de 81 ch de la Montego a été proposée dans la gamme Maestro, désormais réduite (après le lancement des Rover 200/400), en tant que finition Clubman avec pare-chocs en acier ou LX avec pare-chocs en plastique. Le turbo a amélioré le raffinement, ainsi que les performances, sans aucun coût pour l'économie de carburant. Elle était à un prix très compétitif, ayant à peu près le même que les citadines diesel non turbo tel que les Rover 100 et Peugeot 205. La seule autre option de moteur était la vieillissante BMC Série-A de 1,3 litre.
L'arrivée de la Rover 600 en 1993 a vu petit à petit la fermeture de la chaîne de montage des Maestro et Montego ; la production est tombée à un peu plus de 7 000 unités et au cours de sa dernière année en 1994, un peu plus de 4 000 ont été produites ; la dernière sortie de la chaîne de production en décembre. Le développement du châssis pour la suspension arrière de la Maestro et de la Montego ont été utilisés comme base pour les voitures Rover ultérieures et a été bien considéré. La production à petite échelle sous forme de kit de démontage complet (CKD) s'est cependant poursuivie jusqu'en 1994, lorsque le rachat de Rover par BMW a vu la production cesser presque immédiatement.
En 1994, Rover a créé Rodacar (de), une filiale avec une société bulgare pour produire des Maestro dans une nouvelle usine à Varna (Bulgarie), en utilisant des kits CKD envoyés du Royaume-Uni.

### Modèles en kit et autres utilisations
En septembre 1995, la production a été transférée à Varna, en Bulgarie, sous forme de kit complet démontable (CKD). Environ 2 200 véhicules ont été produits avant que l'entreprise Rodacar (de) ne ferme ses portes en avril 1996. Cette filiale de Rover a échoué principalement en raison de la concurrence d'autres voitures mais également du fait des coûts d'importation élevés des éléments et de la faible demande pour les voitures. En effet, le non-respect du gouvernement bulgare des accords visant à réduire les tarifs sur les pièces importées et à acheter des milliers de Maestro pour les ministères a fait échouer ce projet.
La majorité des Maestro produites (environ 1 700) ont été exportés vers d'autres pays, dont le principalement le Royaume-Uni mais également approximativement 550 en Uruguay, 400 en Argentine et 200 en Macédoine du Nord.

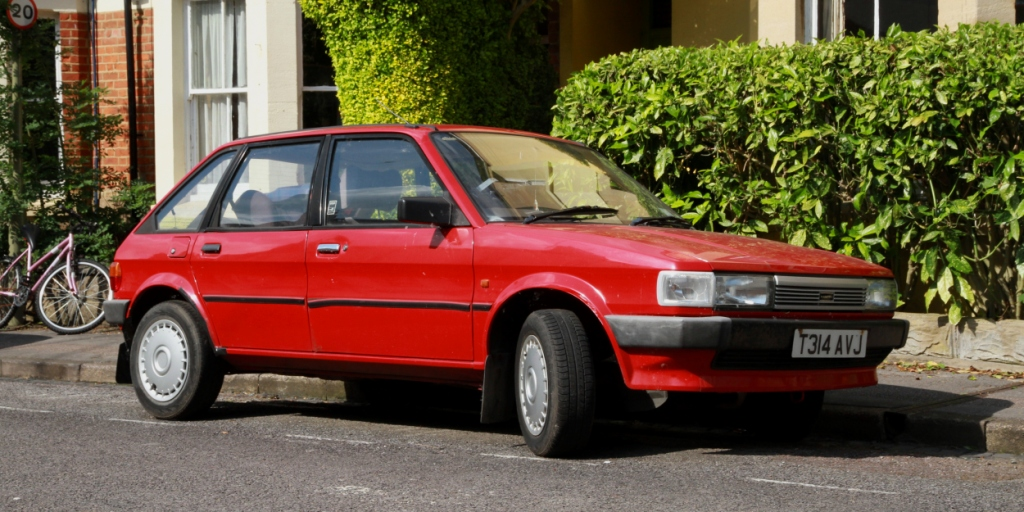
Une Maestro de 1999, probablement assemblé par Parkway Services à partir d'un kit CKD.

En 1997, deux concessionnaires britanniques, Parkway Services situé à Ledbury (Herefordshire) et Apple 2000 situé dans le petit village Culford au nord de Bury St Edmunds (Suffolk), ont acquis des Maestro sous forme de kit CKD, invendus de Bulgarie et les ont ensuite revendus au Royaume-Uni. Parkway Services a acheté un lot de 621 voitures et fourgonnettes Maestro. Ceux-ci étaient stockés à Cowley, dans l'Oxfordshire, depuis leur production à la mi-1996, lorsqu'ils sont devenus excédentaires par rapport aux besoins. L'entreprise a construit les voitures et a converti la majorité d'entre elles en RHD (véhicule ayant le volant à droite).
En 1998, l'entreprise Wheeler International, vendu par Apple 2000, continue la vente des Maestro principalement au Royaume-Uni, mais aussi en France et en Espagne. Ce sont les derniers exemplaires d'usine disponibles à la vente.
La base de données nationale pour l'assurance automobile contient des enregistrements de modèles enregistrés entre les plaques d'immatriculation « R » et « 51 », ce qui signifie que la période globale de disponibilité de la Maestro était de 1983 à 2001.
Le reste des kits ont ensuite été vendu à First Automobile Works en Chine, où la Maestro était disponible sur le marché automobile chinois en modèles à hayon et en fourgonnette. Un nouvel ajout à la gamme était le FAW Lubao - une Maestro avec la partie avant de la Montego. Quelque modèle de fabrication chinoise ont été importées en Grande-Bretagne pendant la production de ces voitures, qui a elle-même pris fin en 2005.

De nombreuses pièces intérieures des Maestro et Montego ont continué à être utilisées dans divers modèles Land Rover jusqu'à la fin des années 1990. Par exemple le pack d'instruments et l'appareillage de commutation Maestro ont été installés sur le Range Rover Classic à partir du milieu des années 1980, ainsi que sur le Discovery de première génération depuis son lancement jusqu'au lifting de 1995. Le Discovery a également utilisé les blocs de feux arrière de la camionnette Maestro jusqu'en 1998.

### Production chinoise

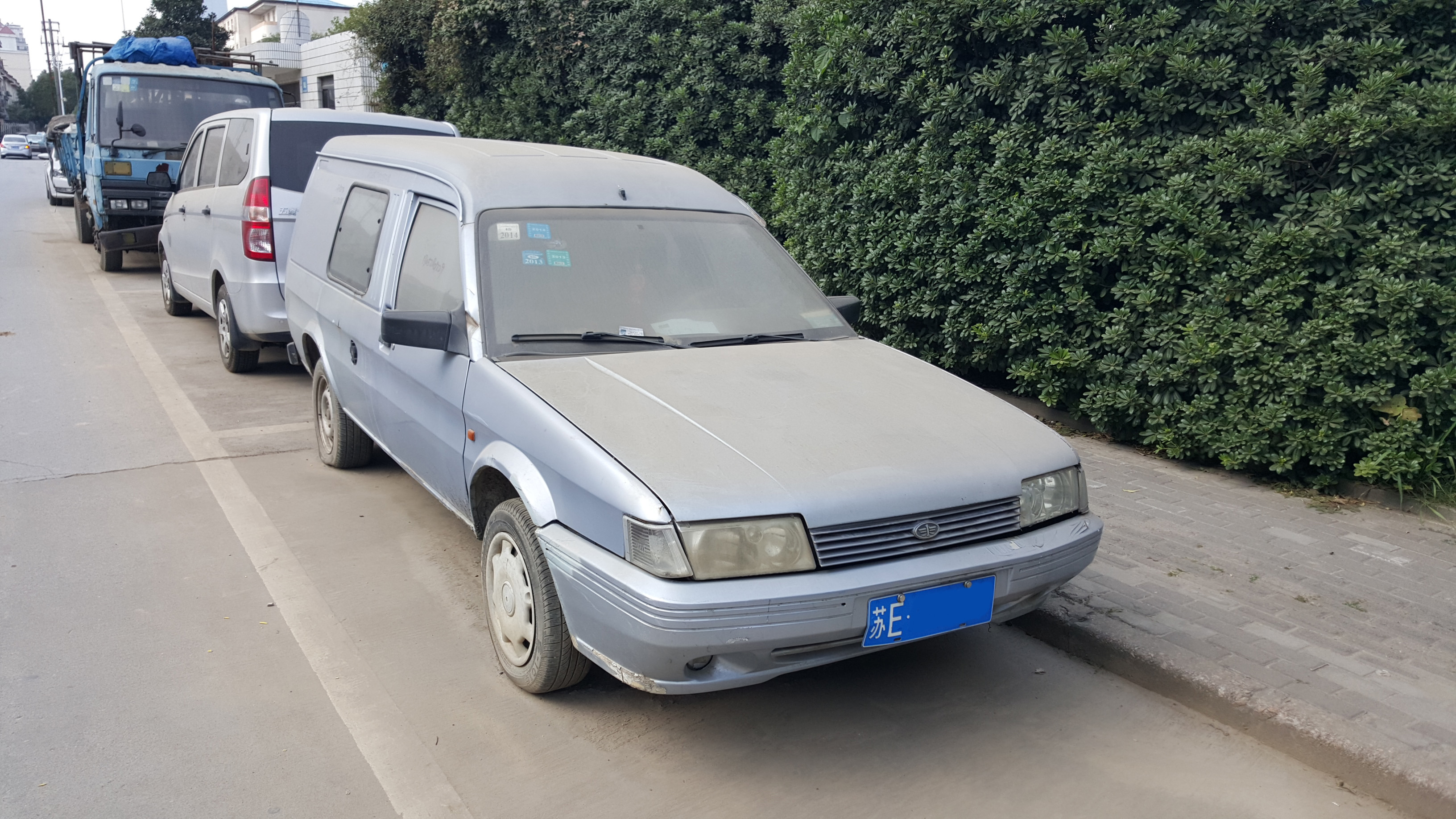
Une FAW Jiefang CA6440UA.

En 1997, trois ans après la fin de la production de la Maestro au Royaume-Uni, l'entreprise chinoise Etsong Vehicle Manufacturing (en) a acquis les droits de la voiture. En 2001, l'entreprise l'a remis en production en deux variantes ; les Etsong Lubao QE6400 Ruby et Etsong Lubao QE6440 Laird, construits dans une nouvelle usine spécialement construite à Qingdao, en Chine. La QE6400 Ruby utilisait la carrosserie à hayon de la Maestro, mais le style frontal de la Montego, tandis que la QE6440 Laird était la variante de la version fourgonnette. Les deux voitures utilisaient des moteurs et des transmissions Toyota.
En 2003, Etsong a quitté le secteur automobile et vendu l'usine à First Automobile Works (FAW), l'un des plus grands constructeurs automobiles chinois. FAW a continué à commercialiser la version classique sous le nom de Jiefang CA6400UA et la version fourgonnette sous le nom de Jiefang CA6440UA. La production des voitures basées sur FAW a pris fin en 2006, puis en 2008, la Maestro fourgonnette a été relancé sous le nom de Yema SQJ6450 par Sichuan Auto Industry Group Company, qui avait acheté les pièces à FAW. Yema Auto a depuis repensé la voiture et vend actuellement des versions familiales de style SUV sous le nom de Yema F99, F10 et, plus récemment, F12 (2012).

### Résumé de la carrière de la Maestro
- 1977 : projet de la Maestro (projet LC10) et de deux autres modèles.
- Novembre 1982 : lancement de la production Austin et MG.
- 1er mars 1983 : commercialisation du modèle.
- Juillet 1984 : lancement de nouveaux moteurs, le BL Série-S pour l'Austin et le BL Série-O pour la MG.
- 1988 : vente du groupe British Leyland à British Aerospace ; l'Austin Maestro passe sous le fleuron de Rover.
- 1991 : fin de la vente des versions MG.
- Décembre 1994 : fin de la production.
- Septembre 1995 à 2001 : re-lancement de la production, transférée en Bulgarie. Les véhicules sont disponibles sur forme de kit CKD.

| Générations                            | Production | Dérivés de chez Austin / Rover / MG         | Modèles similaires                                                                                                  |
| -------------------------------------- | ---------- | ------------------------------------------- | --- |
| Austin Maestro (11/1982 - 1988)        |            | Austin Montego ; Rover 200 (XH / SD3)       | Fiat Ritmo ; Ford Escort MkIII ; Lada Samara ; Lancia Delta ; Opel Kadett D/E ; Renault 11 ; Volkswagen Golf II     |
| Rover Maestro (1988 - 12/1994)         |            | Rover Montego ; Rover 200 (XW / R8)         | Fiat Tipo phase 1 ; Ford Escort MkIV ; Lada Samara ; Lancia Delta ; Opel Kadett E ; Renault 19 ; Volkswagen Golf II |
| MG Maestro (11/1982 - 1991)            |            | MG Montego ; Rover 216 Vitesse puis 216 GTi | Ford Escort XR3i ; Opel Kadett E GSi ; Volkswagen Golf II GTI                                                       |
| Austin/Rover Maestro Van (1985 - 1992) |            | Aucun                                       | Citroën C15 ; Peugeot 205 F ; Renault Extra ; Fiat Fiorino MkI                                                      |
| Maestro (CKD) (09/1995 - 2001)         |            | Aucun                                       | |

## Les différentes versions

### Les sportives MG Maestro

#### MG Maestro 1600(1983-1984)
Précipitée en production contre l'avis des ingénieurs lors du lancement en mars 1983, la MG Maestro originale était sous-développée. Son moteur 1,6 litre BL Série-R tournait mal, était difficile à démarrer à chaud et ses carburateurs jumeaux Weber ne pouvaient pas être réglés par les ateliers des concessionnaires, habitués aux carburateurs S.U.. Le modèle de la Série-R a été remplacé en juillet 1984 par le modèle de courte durée de la BL Série-S qui a été construit jusqu'en octobre 1984, date du lancement de l'EFi. Malgré les problèmes de fiabilité, plus de 15 000 MG Maestro 1600 ont été construites et commercialisées.

#### MG Maestro2.0 EFiet2.0i(1984-1991)

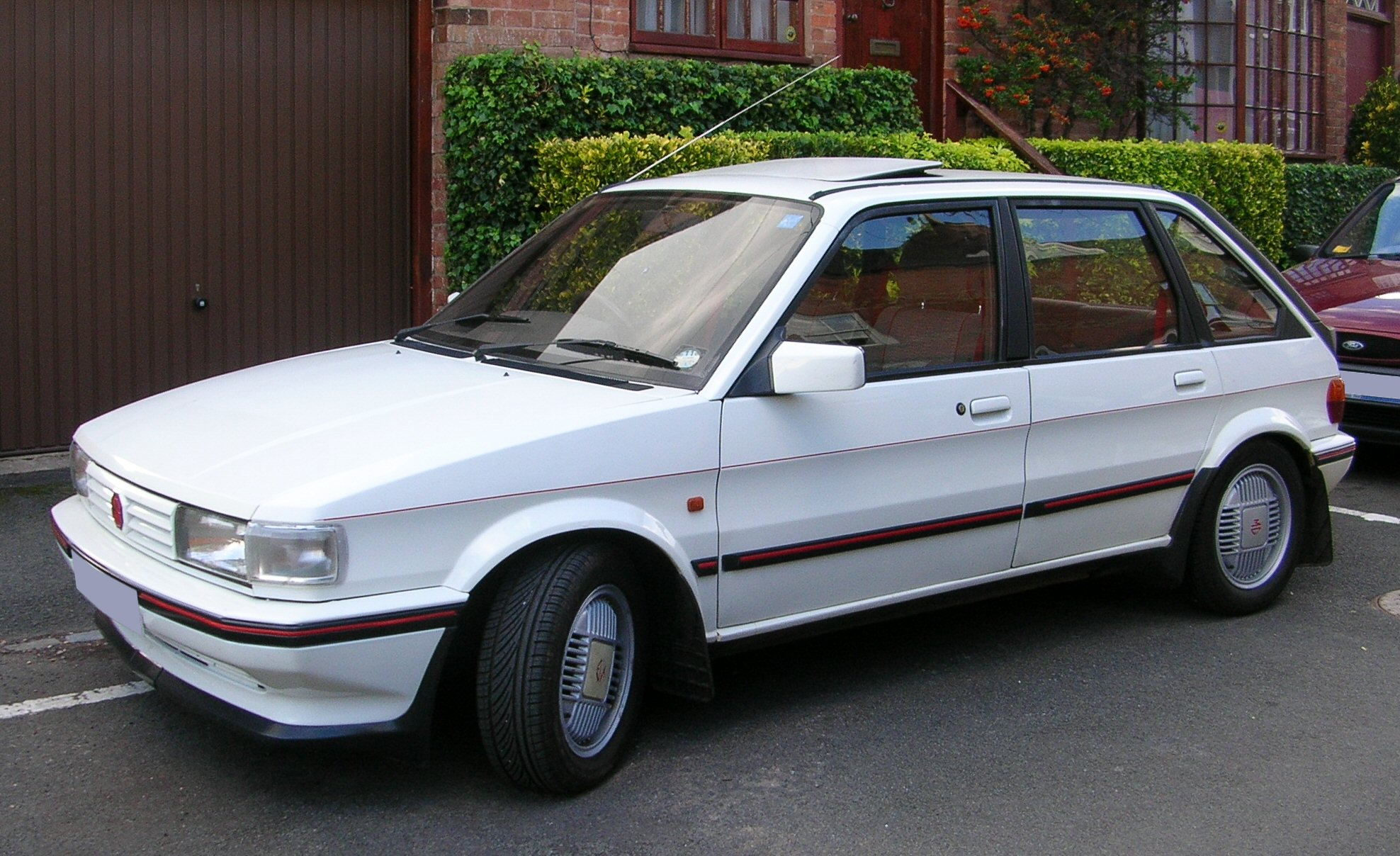
Une MG Maestro 2.0 EFi.

Après un bref intervalle, la MG Maestro a été relancée en octobre 1984 avec un moteur de la BL Série-O de 2,0 litres de cylindrée à injection qui offrait des performances considérablement meilleures que sa prédécesseure. La maniabilité et les performances ont toutes deux été améliorées et ont donné à Austin Rover son premier rival sérieux pour la Golf GTI et l'Escort XR3i. Elle avait une puissance revendiquée de 117 ch, une vitesse de pointe de 185 km/h et un temps de 0 à 100 km/h de 8,5 secondes.

#### MG MaestroTurbo(1989-1991)
Avec le groupe Rover à quelques mois seulement, l'édition limitée (500 + 5 voitures de presse) MG Maestro Turbo (exposée à Birmingham en octobre 1988 et lancée début 1989) était la dernière voiture d'ARG[Quoi ?]. Elle utilisait le moteur déjà impressionnant du 2.0, mais la combinaison du carburateur et du turbocompresseur lui donnait une vitesse de pointe de 206 km/h et un temps de 0 à 100 km/h de 6,7 secondes. Elle était plus rapide que la majorité de ses concurrents, mais le kit carrosserie et les alliages haute performance conçus par le carrossier Tickford n'ont pas fait grand-chose pour masquer le fait qu'il s'agissait toujours d'une Maestro.
La production de la MG Maestro s'est terminée en 1991, car Rover avait lancé les versions GTi des nouveaux modèles 200 et 400 ; bien que la Maestro standard soit restée en production jusqu'en 1994.

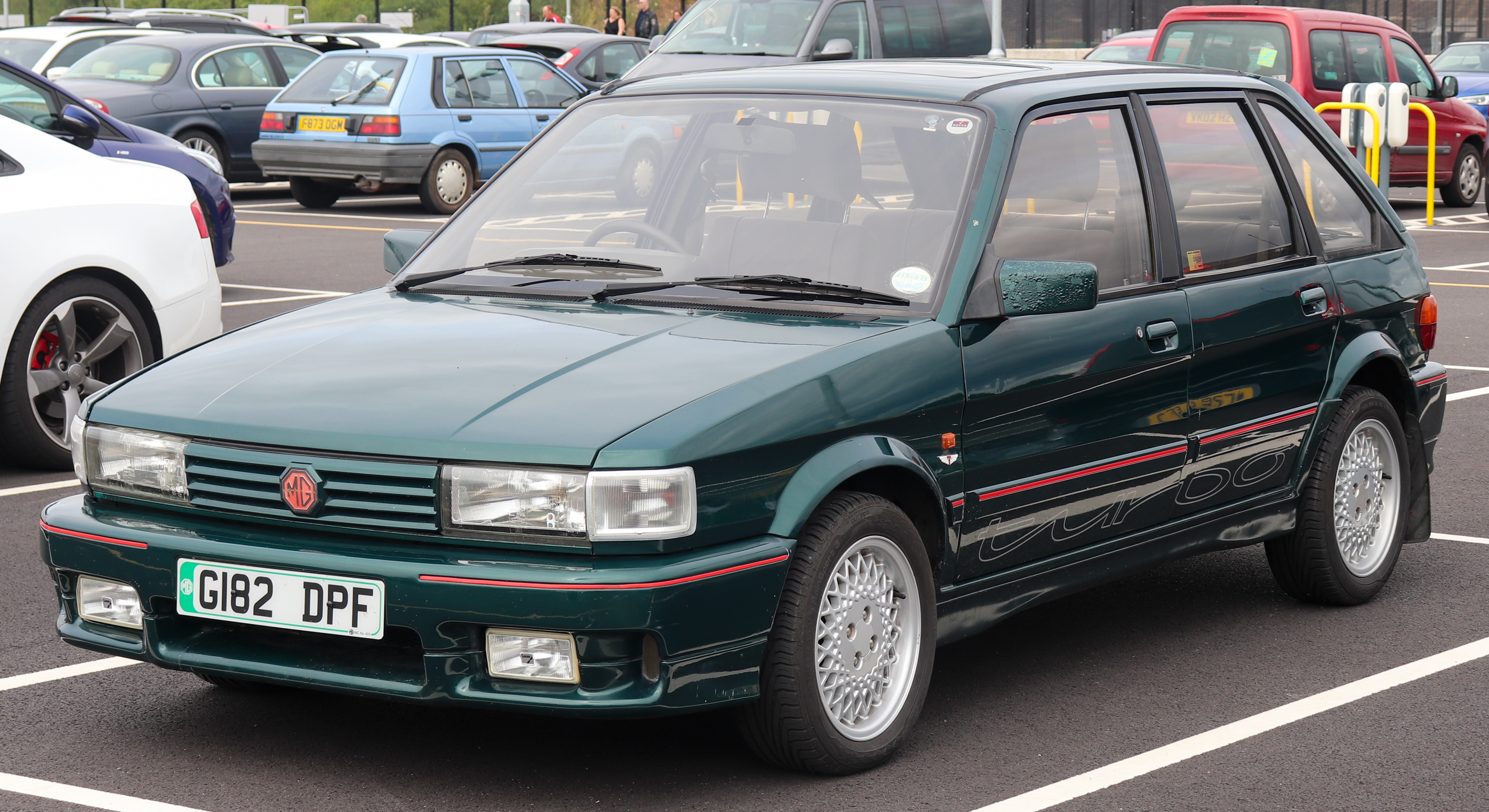
MG Maestro Turbo (vue avant)
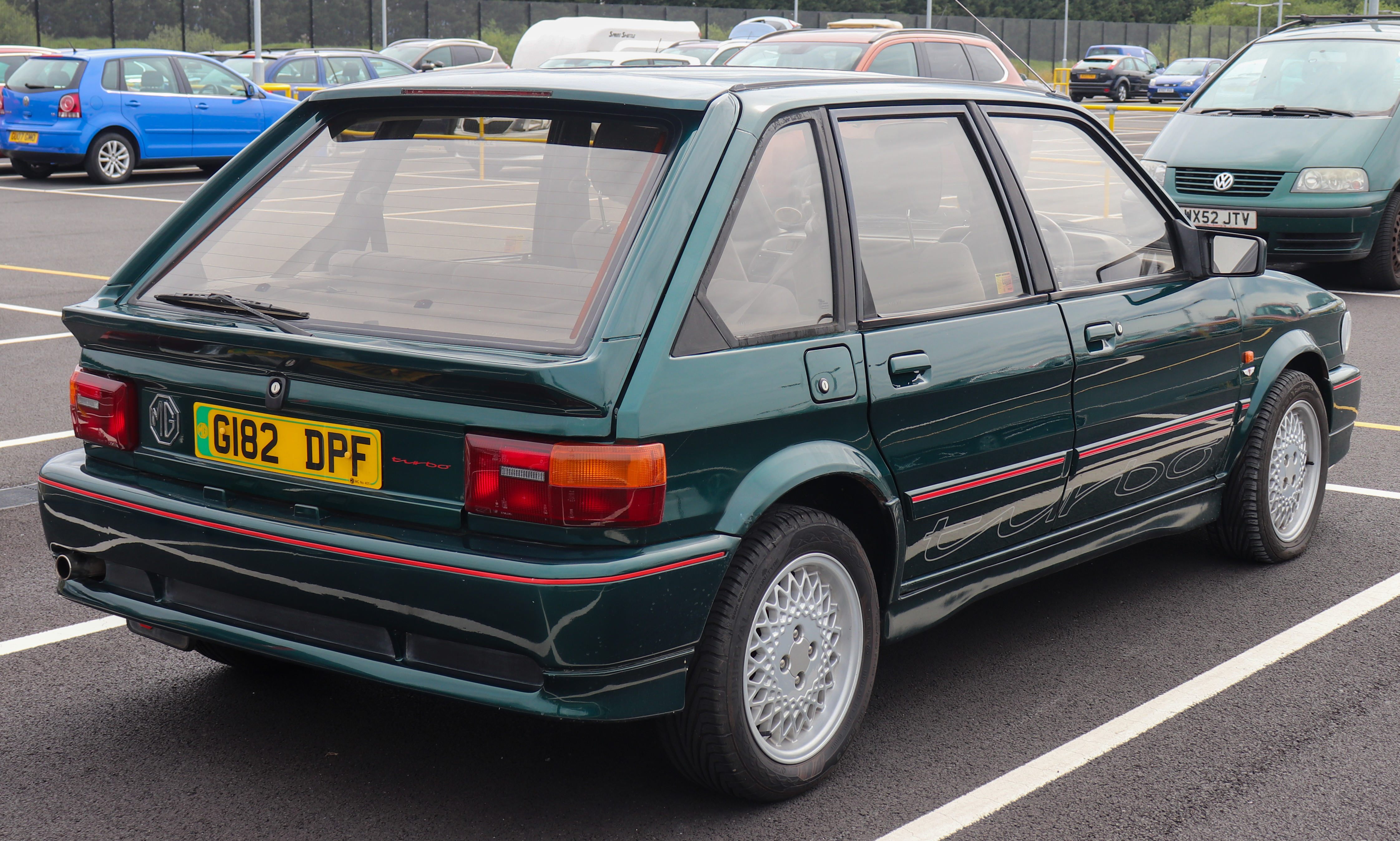
MG Maestro Turbo (vue arrière)

### Les versions fourgonnette et camping-car
La version fourgonnette (appelée également « Van ») a principalement été créée pour les entreprises de livraisons ou de chantiers. Elle a été lancée en 1985, soit deux ans après le lancement de la version standard, et a été arrêté en 1992. Elle était disponible avec un seul moteur diesel de la marque anglaise Perkins : un quatre cylindres en ligne à injection directe de 2,0 litre développant 62 ch avec une boîte de vitesses manuelle à quatre rapports provenant de British Leyland.
Certains carrossiers britanniques proposaient à la vente des versions camping-car qui partageaient la carrosserie de base de la version fourgonnette. La partie arrière était entièrement aménagée, avec notamment un lit mais aussi une petite cuisine entre-autres. Ils étaient équipés du même moteur.
À noter que les feux arrière ont été repris pour le Land Rover Discovery de première génération.

### Finitions
La Maestro était disponible avec les niveaux de finition suivants :
| - Base (1983-1985) - L (1983-1990) - LE (1986-1988) - HL (1984-1987) - HLE (1983-1985) - HLS (1983-1986) - LX (1990-1993) | - City (1985-1988) - City X (1985-1988) - Special (1988-1990) - Clubman (1990-1994) - SL (1988-1990) - Mayfair (1986-1988) - Vanden Plas (1983-1988) |

### Série spéciale
L'unique série limitée de la Maestro, nommée Advantage, a été très peu diffusée en France. Elle fut proposée à la vente en octobre 1990 avec un unique moteur (1,3 L de cylindrée développant 69 ch, issu de l'Austin Metro). À noter que cette série spéciale était également disponible pour les Austin Metro et Montego.
- Équipements extérieurs supplémentaires :
  - Deux peintures métallisées avec décoration spécifique (vert foncé avec bas de caisse et boucliers gris ou rouge bordeaux) + Filets rouges dans les boucliers et les baguettes latérales + Logos Advantage sur bas de caisse et hayon + Calandre gris métallisé + Enjoliveurs intégraux + Becquet arrière (avec entourage de lunette arrière) + Essuie-glace arrière.

- Équipements intérieurs supplémentaires :
  - Sellerie spécifique en tissu « Special Zenith » + Banquette arrière fractionnée + Boîte à gants éclairée + Montre à affichage numérique + Appuis-têtes réglables en hauteur + Rétroviseur intérieur jour/nuit + Miroir de courtoisie + Console centrale + Volant mousse à trois branches + Vide-poches dans les portes avant + Accoudoirs de portes + Les deux rétroviseurs extérieurs réglables de l'intérieur + Pré-équipement radio avec deux haut-parleurs.

## Caractéristiques

### Chaîne cinématique

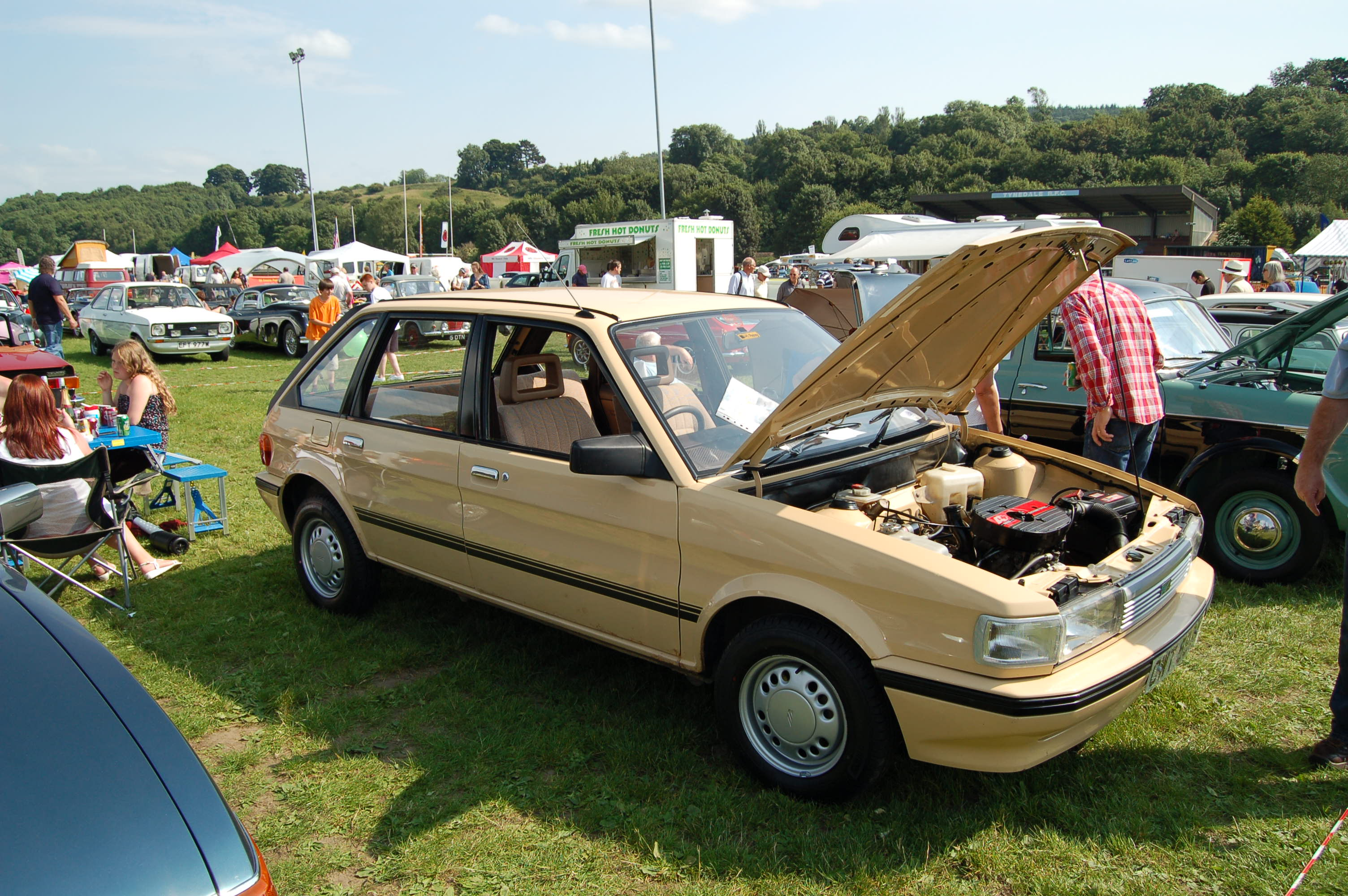
Une Maestro lors d'un rassemblement de voiture de collection.

#### Moteurs
- Du côté des moteurs essence : 
  - le BMC Série-A quatre cylindres en ligne atmosphérique à carburateur de 1,3 litre développant 65 et 69 ch.
  - le BL Série-R quatre cylindres en ligne atmosphérique à carburateur simple-corps Venturi ou deux jumeaux Weber 40 DCNF de 1,6 litre développant 81 et 104 ch.
  - le BL Série-S quatre cylindres en ligne atmosphérique à carburateur simple-corps Venturi ou  injection électronique de 1,6 litre développant 86 et 105 ch.
  - le BL Série-O quatre cylindres en ligne atmosphérique à injection électronique de 2,0 litre développant 117 ch.
  - le BL Série-O quatre cylindres en ligne à carburateur de 2,0 litre avec turbocompresseur développant 154 ch.

- Du côté des moteurs diesel : 
  - le Perkins Prima NA quatre cylindres en ligne à injection directe de 2,0 litre développant 62 ch.
  - le Perkins Prima TD quatre cylindres en ligne à injection directe de 2,0 litre avec turbocompresseur développant 82 ch.

La technologie d'injection directe, courante sur les poids lourds, ne s'appliquait pas sur les véhicules de tourisme durant ces années-là. L'injection directe sur diesel a été présentée à la même époque par Fiat sur sa Croma. Elle s'est depuis imposée dans toutes les motorisations Diesel des véhicules de tourisme.
Certaines versions prototypes sont équipées d'un moteur essence 1,8 litre ou du moteur diesel 1,9 de Volkswagen ; ceux-ci n'ont jamais été utilisés dans la production. Tous les moteurs d'avant 1993 n'ont pas de norme de pollution ; ceux après juillet 1993 sont conformes à la norme Euro 1.
| Modèle                                                                         | Construction               | Moteur + Nom                     | Cylindrée         | Performance                   | Couple                 | 0 à 100 km/h | Vitesse maxi | Consommation + CO2    |
| Austin Maestro (boite automatique 3)                                           | 03/1983 - 1985             | 4 cylindres en ligne BMC Série-A | 1 275 cm3 (1,3 l) | 48 kW (65 ch) à 5 500 tr/min  | 99 N m à 3 500 tr/min  | ... s        | ... km/h     | ... l/100 km ... g/km |
| Austin Maestro Rover Maestro (boite auto. 3 ou manu. 4)                        | 03/1983 - 1988 1988 - 1994 | 4 cylindres en ligne BMC Série-A | 1 275 cm3 (1,3 l) | 51 kW (69 ch) à 5 800 tr/min  | 102 N m à 3 500 tr/min |              | 156 km/h     |                       |
| Austin Maestro (boite manuelle 4)                                              | 03/1983 - 07/1984          | 4 cylindres en ligne BL Série-R  | 1 598 cm3 (1,6 l) | 60 kW (81 ch) à 5 500 tr/min  | 123 N m à 3 500 tr/min |              |              |                       |
| MG Maestro 1600 (boite manuelle 4)                                             | 03/1983 - 07/1984          | 4 cylindres en ligne BL Série-R  | 1 598 cm3 (1,6 l) | 76 kW (104 ch) à 6 000 tr/min | 136 N m à 4 000 tr/min |              |              |                       |
| Austin Maestro Rover Maestro (boite manuelle 4)                                | 07/1984 - 1988 1988 - 1994 | 4 cylindres en ligne BL Série-S  | 1 598 cm3 (1,6 l) | 63 kW (86 ch) à 5 600 tr/min  | 132 N m à 3 500 tr/min |              |              |                       |
| MG Maestro 1600 (boite manuelle 4)                                             | 07/1984 - 10/1984          | 4 cylindres en ligne BL Série-S  | 1 598 cm3 (1,6 l) | 77 kW (105 ch) à 6 000 tr/min | 138 N m à 3 500 tr/min |              |              |                       |
| Austin Maestro Rover Maestro MG Maestro 2.0 EFi / 2.0i (boite manuelle 4 ou 5) | 10/1984 - 1988 1988 - 1991 | 4 cylindres en ligne BL Série-O  | 1 994 cm3 (2,0 l) | 86 kW (117 ch) à 5 500 tr/min |                        | 8,5 s        | 185 km/h     |                       |
| MG Maestro Turbo (boite manuelle 4 ou 5)                                       | 10/1988 - 1991             | 4 cylindres en ligne BL Série-O  | 1 994 cm3 (2,0 l) | 113 kW (154 ch)               |                        | 6,7 s        | 206 km/h     |                       |

| Modèle                                                          | Construction            | Moteur + Nom                          | Cylindrée         | Performance                  | Couple                 | 0 à 100 km/h | Vitesse maxi | Consommation + CO2    |
| Austin Maestro MDi Rover Maestro MDi (boite manuelle 4)         | 1985 - 1988 1988 - 1992 | 4 cylindres en ligne Perkins Prima NA | 1 994 cm3 (2,0 l) | 46 kW (62 ch) à ... tr/min   | ... N m à ... tr/min   | ... s        | ... km/h     | ... l/100 km ... g/km |
| Austin Maestro MDi Van Rover Maestro MDi Van (boite manuelle 4) | 1985 - 1988 1988 - 1992 | 4 cylindres en ligne Perkins Prima NA | 1 994 cm3 (2,0 l) | 46 kW (62 ch)                |                        |              |              |                       |
| Rover Maestro MDi (boite manuelle 4)                            | 1992 - 1995             | 4 cylindres en ligne Perkins Prima TD | 1 994 cm3 (2,0 l) | 60 kW (82 ch) à 4 500 tr/min | 157 N m à 2 500 tr/min |              |              |                       |

Comme la plupart des voitures Austin/Rover d'avant 1989, les Maestro 1,3 litre et 1,6 litre ne peuvent pas fonctionner à l'essence sans plomb sans que la culasse ne soit convertie (ré-usinage de la culasse), ou sans l'utilisation d'additifs pour carburant. Les additifs pour carburant de remplacement du plomb testés et approuvés par la FBHVC (Federation of British Historic Vehicle Clubs) ne coûtent que quelques centimes par litre. Le moteur BL Série-O de 1 994 cm3 des MG 2.0 EFi, 2.0i et Turbo a des soupapes d'échappement et des sièges suffisamment durs.
La documentation commerciale contemporaine de la MG Turbo conseillait aux conducteurs de n'utiliser que de l'essence au plomb. En effet, l'essence sans plomb n'était disponible qu'avec un indice d'octane de 95 RON. Le moteur turbo a été réglé pour l'indice d'octane 97 RON plus élevé de l'essence au plomb, ce qui améliore la combustion et réduit les risques de « pincement » et de fonctionnement pauvre en suralimentation : tous deux très nocifs pour les moteurs turbo. L'essence sans plomb moderne à indice d'octane élevé est un substitut parfaitement approprié, mais elle n'était pas encore disponible dans les stations lorsque les voitures étaient en ventes.

#### Boîtes de vitesses

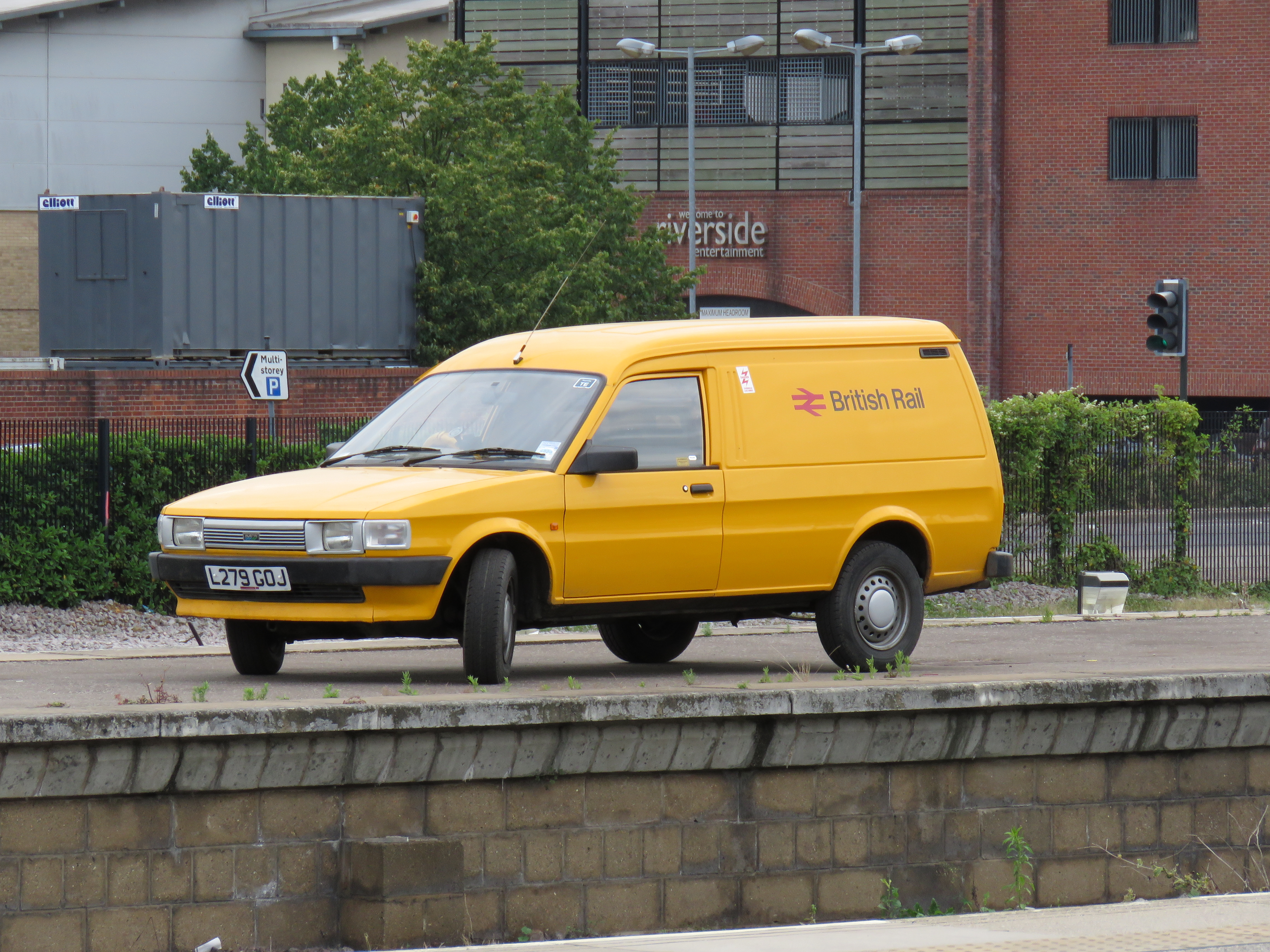
Une Austin Maestro Van.

- Boîte automatique Volkswagen à trois rapports extra long — pour les Austin et Rover Maestro 1,3 L (1,6 L en option) ;
- Boîte manuelle British Leyland à quatre rapports long  — pour les Austin, Rover Maestro HLE et Vanden Plas et MG Maestro 1,6 L ;
- Boîte manuelle Honda à cinq rapports  — pour les Austin, Rover et MG Maestro essence 2,0 L (en option).

### Mécanique
La Maestro avait la même direction que la Seat Ibiza 1ère génération[réf. nécessaire].

### Options et accessoires

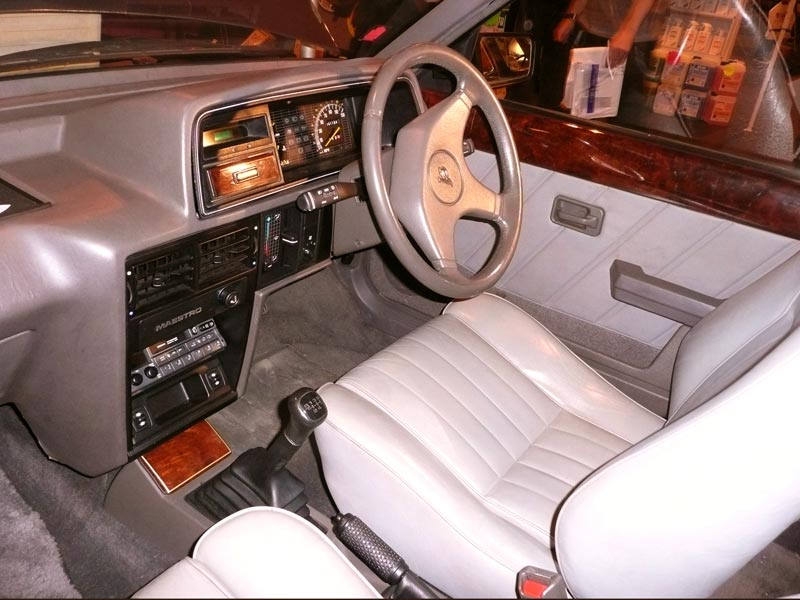
Intérieur de la Maestro Vanden Plas.

La Maestro a incorporé de nombreuses fonctionnalités nouvelles et pionnières pour sa catégorie. Elle avait un pare-brise feuilleté collé, des phares homofocaux, des pare-chocs en plastique de la couleur de la carrosserie, un système de gestion électronique du moteur, des positions d'ancrage supérieures des ceintures de sécurité avant réglables, une banquette arrière divisée de manière asymétrique et un intervalle d'entretien de 19 300 km. Les versions MG et Vanden Plas avaient une instrumentation à semi-conducteurs avec un indicateur de vitesse numérique et des affichages analogiques fluorescents à vide pour le tachymètre, des jauges de carburant et de température, un ordinateur de bord et un système d'avertissement et d'information à synthèse vocale.